# 홈 (2018년 영화)
《홈》은 2018년에 개봉한 대한민국의 영화이다.

## 캐스팅
- 이효제 : 장준호 역
- 허준석 : 강원재 역
- 임태풍 : 장성호 역
- 김하나 : 강지영 역
- 강보민 : 장선미 역
- 최유송 : 김미진 역
- 강원재 : 김대철 역
- 안민영 : 지영 이모 역
- 김소일 : 상현 역
- 오재민 : 재민 역
- 이경민 : 경민 역
- 양현민 : 분식집 아저씨 역
- 장원진 : 담임선생님 역
- 정지영 : 보조선생님 역
- 방주환 : 주민센터 직원 역
- 양대혁 : 축구 코치 역
- 백길찬 : 편의점 아르바이트생 역
- 윤희용 : PC방 아르바이트생 역
- 강두호 : 축구부 3학년 1 역
- 구동훈 : 축구부 3학년 2 역
- 신현규 : 의사 역
- 전아희 : 간호사 역
- 박기림 : 보조간호사 1 역
- 이유빈 : 보조간호사 2 역
- 정성준 : 경찰 1 역
- 박규남 : 경찰 2 역
- 박봉주 : 리어카 아저씨 역
- 박원우 : 횟집 주인 역
- 김기환 : 구멍가게 아저씨 역
- 손지상 : 구멍가게 꼬마 역
- 이선화 : 장례식 조문객 1 역
- 김민국 : 장례식 조문객 2 역
- 최한결 : 푸른 유치원생 역
- 박윤희 : 푸른 유치원 엄마 역
- 이민영 : 푸른 유치원 선생님 역
- 김사랑 : 보호시설 선생님 역
- 조무성 : 보호시설 아이 1 역
- 유예나 : 보호시설 아이 2 역
- 박준모 : 축구 주심 역
- 김동일 : 부심 1 역
- 문성환 : 부심 2 역